# 達賴的一生
是由马丁·斯科塞斯執导，1997年上映的一部反映第十四世达赖喇嘛·丹增嘉措生平的电影作品。該片因議題敏感遭到中國禁播。

## 剧情
第十四世達賴喇嘛，他是千萬佛教徒的精神領袖、諾貝爾和平獎得主，但他同時也是一個無法再踏上出生國度的流亡者。電影述敘十四世達賴喇嘛從二歲被發現是活佛轉世，到受政治迫害逃亡印度的過程。

## 製作
該片的主體拍攝於1996年8月26日開始，於摩洛哥進行製作。

## 發行
中國大陸领导人强烈反对迪士尼发行此片的计划，威胁迪士尼在當地市场的未來。迪士尼由此對此片採取低調而規模有限的發行方式，於聖誕節在四塊銀幕開畫，並以表現糟糕為由不作擴映，結果全美票房收入只有500多萬美元。迪士尼傾其努力，中國大陸仍然禁映迪士尼電影，撤下《小神龙俱乐部》，以此報復。